# Майкопська культура

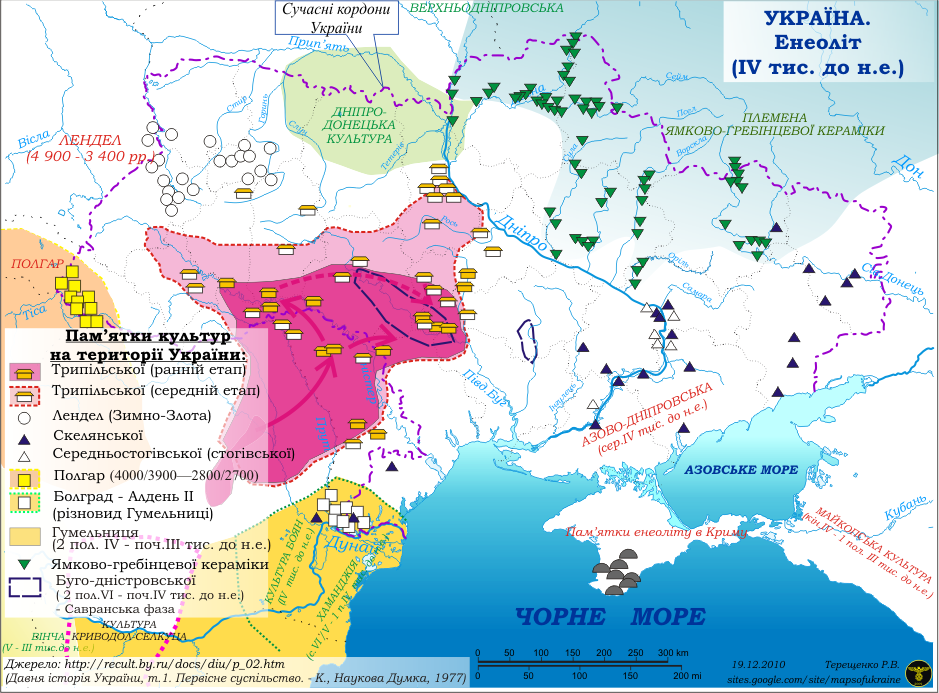
Майкопська культура 3200-2500 роки до Р.Х.

Початкове поширення Майкопської культури позначене жовтогарячим кольором

Майкопська культура — археологічна культура мідної та ранньобронзової діб.
Датована, як і її аналогії в Передній Азії 2500-2000 рр. до Р.Х. Була поширена у передгір'ях Кавказу й на Північному Кавказі. 
Названа за Майкопським курганом, дослідженого 1897 року, що містив багатий набір золотих і срібних виробів. 
Майкопська культура представлена численними курганами, іноді укріпленими поселеннями. 
На пізньому етапі Майкопської культури з'являються кам'яні гробниці, у тому числі дольмени. Так до неї відносять підкурганні дольмени станиці Новосвободної, іноді виділювані в окрему новосвобідненську культуру разом з верхнім шаром поселення Мешоко й рядом інших пам'яток.
- Поселення (Мешоко й інши) довгострокові, деякі укріплені (кам'яні стіни, рови), удома прямокутні.
- Кам'яні знаряддя праці й зброї: свердлені сокири, вкладні для ножів і серпів, наконечники стріл;
- Високий рівень металообробки: мідні сокири, псалії, мотики, долота, ножі, кинджали, вила, наконечники списів, фігурки тварин.
- Різноманітні прикраси, що вказує на зв'язок племен Майкопської культури зі Сходом.
- Кераміка Майкопської культури, зроблена частково на гончарному колі, — переважно червона, лущена, іноді орнаментована. Посудини червоно-охристого, жовтого або сірого кольорів мали округле і яйцеподібне тулово (іноді — плоске дно), відігнутий віночок, лущену поверхню, тісто гарне відмучене.
- Господарства — скотарство й землеробство.
- Суспільний лад племен Майкопської культури — первісногромадський.
- Похоронний інвентар деяких курганів є багатий, що свідчить про велику майнову нерівність. Відбувалися в ямах або на галькових вимостках, поховані лежать у скорченому положенні на боці, відзначається охра.